# Eustomias binghami
Eustomias binghami es una especie de pez de la familia Stomiidae en el orden de los Stomiiformes.

## Morfología
• Los machos pueden llegar alcanzar los 14,4 cm de longitud total.

## Hábitat
Es un pez de mar y de aguas  subtropicales que vive entre 75-1.700 m de profundidad.

## Distribución geográfica
Se encuentra en el  Atlántico occidental central (34 a 22 ° N, 80-45 · w).